# HD 2019
HD 2019 — хімічно пекулярна зоря спектрального класу B9, що знаходиться у сузір'ї Андромеди. Вона належить до типу ртутно-манганових зір й її зоряна атмосфера має підвищений вміст Hg. HD 2019 має видиму зоряну величину в смузі V приблизно 6m.75.